# تپه درواسری
تپه درواسری مربوط به هزاره اول قبل از میلاد - سدهٔ ۶ تا ۸ ه.ق است و در شهرستان اشنویه، بخش مرکزی، دهستان اشنویه شمالی، روستای حسن نوران واقع شده و این اثر در تاریخ ۲۸ شهریور ۱۳۸۶ با شمارهٔ ثبت ۱۹۵۸۴ به‌عنوان یکی از آثار ملی ایران به ثبت رسیده است.